# Biblioteca Virtual de Prensa Histórica
La Biblioteca Virtual de Prensa Histórica (BVPH) es una hemeroteca digital española.
Fundada en 2009 y gestionada por el Ministerio de Educación, Cultura y Deporte de España, ha digitalizado numerosas publicaciones periódicas, desde el siglo XVIII hasta el XXI. En ella se recogen fondos de diversas comunidades autónomas. La BVPH, que en 2013 contaba con 2037 títulos, se complementa con la Hemeroteca Digital de la Biblioteca Nacional de España. Dispone de tecnología ALTO (Analyzed Layout Text Object) para la búsqueda de cadenas de texto.